# Techirghiol
Techirghiol város Constanța megyében, Dobrudzsában, Romániában. A Techirghiol-tó sós vizének illetve iszapjának köszönhetően, a 19. század óta jelentős balneoterápiás turistaközpont.

## Fekvése
A település az ország délkeleti részén található, a Techirghiol-tó északi partján, tizenöt kilométerre délre a megyeszékhelytől, Konstancától és három kilométerre a Fekete-tengertől.

## Története
Első írásos említése 1560-ból való. A város régi török neve Tekfür-köy vagy Tekirgöl, jelentése: Tekir tava. A 19. század végén német családok telepedtek le, akiket 1940-ben áttelepítettek Németországba, a náci „Heim in Reich” (magyarul: Vissza a Birodalomba) mozgalom keretein belül.

## Lakossága
A nemzetiségi megoszlás a következő:
| 2002      | 2002 | 2002   |
| --------- | ---- | ------ |
| Románok   | 5936 | 83,49% |
| Tatárok   | 743  | 10,45% |
| Törökök   | 361  | 5,07%  |
| Romák     | 44   | 0,61%  |
| Magyarok  | 11   | 0,15%  |
| Ukránok   | 6    | 0,08%  |
| Németek   | 2    | 0,02%  |
| Lipovánok | 2    | 0,02%  |
| Szlovákok | 2    | 0,02%  |
| Bolgárok  | 1    | 0,01%  |
| Örmények  | 1    | 0,01%  |
| Összesen  | 7109 | 100,0% |

## Látnivalók
- Techirghiol-tó - sóstó.
- Szent Mária kolostor (Mănăstirea Sfânta Maria) - az 1750-es években épült.
- Német templom - az építését 1934-ben fejezték be.
- Balneoterápiás szanatórium
- Az első világháború hőseinek emlékműve - 1931-ben avatták fel.

## Híres emberek
- Jean Constantin (Techirghiol, 1928. augusztus 21. – Konstanca, 2010. május 26.)  görög nemzetiségű színész.

## Külső hivatkozások
- 2002-es népszámlálási adatok
- A város honlapja.
- A polgármesteri hivatal honlapja
- A Szent Mária kolostor